# Beachhandball Euro 2021/Frauenturnier
Auf dieser Unterseite des Artikels Beachhandball Euro 2021 wird das Turnier der weiblichen A-Nationalmannschaften dargestellt. Das Team aus Deutschland gewann das Turnier im Endspiel gegen das Team Dänemarks.

## Vorrunde

### Gruppe A
| Rang | Team      | Spiele | Spiele | Spiele | Sätze | Sätze | Sätze | Tore    | Tore | Punkte |
| Rang | Team      | Sp     | S      | N      | G     | V     | +-    | T       | +-   | Punkte |
| ---- | --------- | ------ | ------ | ------ | ----- | ----- | ----- | ------- | ---- | ------ |
| 1    | Dänemark  | 4      | 3      | 1      | 7     | 3     | +4    | 179:133 | +46  | 6      |
| 2    | Spanien   | 4      | 3      | 1      | 7     | 2     | +5    | 182:107 | +75  | 6      |
| 3    | Türkei    | 4      | 2      | 2      | 4     | 5     | -1    | 127:145 | -18  | 4      |
| 4    | Ukraine   | 4      | 2      | 2      | 5     | 5     | 0     | 169:163 | +6   | 4      |
| 5    | Bulgarien | 4      | 0      | 4      | 0     | 8     | -8    | 96:205  | -109 | 0      |

| 13. Juli, 09:00 Uhr | Spanien   | – | Dänemark  | 1:2 (22:12, 14:17, 6:8) |
| 13. Juli, 09:00 Uhr | Ukraine   | – | Türkei    | 1:2 (14:17, 18:17, 4:7) |
| 13. Juli, 13:00 Uhr | Türkei    | – | Spanien   | 0:2 (14:27, 4:21)       |
| 13. Juli, 13:00 Uhr | Ukraine   | – | Bulgarien | 2:0 (26:18, 32:13)      |
| 13. Juli, 17:00 Uhr | Türkei    | – | Bulgarien | 2:0 (21:15, 20:9)       |
| 13. Juli, 17:00 Uhr | Dänemark  | – | Ukraine   | 1:2 (25:14, 18:26, 4:7) |
| 14. Juli, 09:00 Uhr | Dänemark  | – | Türkei    | 2:0 (21:12, 16:15)      |
| 14. Juli, 09:00 Uhr | Bulgarien | – | Spanien   | 0:2 (13:26, 11:22)      |
| 14. Juli, 15:00 Uhr | Bulgarien | – | Dänemark  | 0:2 (7:30, 10:28)       |
| 14. Juli, 15:00 Uhr | Spanien   | – | Ukraine   | 2:0 (23:12, 21:16)      |

### Gruppe B
| Rang | Team     | Spiele | Spiele | Spiele | Sätze | Sätze | Sätze | Tore    | Tore | Punkte |
| Rang | Team     | Sp     | S      | N      | G     | V     | +-    | T       | +-   | Punkte |
| ---- | -------- | ------ | ------ | ------ | ----- | ----- | ----- | ------- | ---- | ------ |
| 1    | Norwegen | 3      | 3      | 0      | 6     | 1     | +5    | 138:104 | +34  | 6      |
| 2    | Kroatien | 3      | 2      | 1      | 4     | 4     | 0     | 132:145 | -13  | 4      |
| 3    | Ungarn   | 3      | 1      | 2      | 3     | 4     | -1    | 112:109 | +3   | 2      |
| 4    | Italien  | 3      | 0      | 3      | 2     | 6     | -4    | 115:139 | -24  | 0      |

| 13. Juli, 09:00 Uhr | Ungarn   | – | Norwegen | 0:2 (18:27, 16:18)        |
| 13. Juli, 09:00 Uhr | Kroatien | – | Italien  | 2:1 (25:22, 18:19, 15:14) |
| 13. Juli, 13:00 Uhr | Kroatien | – | Norwegen | 0:2 (17:23, 16:23)        |
| 13. Juli, 13:00 Uhr | Italien  | – | Ungarn   | 0:2 (10:19, 13:15)        |
| 14. Juli, 15:00 Uhr | Ungarn   | – | Kroatien | 1:2 (20:14, 14:15, 10:12) |
| 14. Juli, 15:00 Uhr | Norwegen | – | Italien  | 2:1 (19:12, 18:19, 10:6)  |

### Gruppe C
| Rang | Team        | Spiele | Spiele | Spiele | Sätze | Sätze | Sätze | Tore   | Tore | Punkte |
| Rang | Team        | Sp     | S      | N      | G     | V     | +-    | T      | +-   | Punkte |
| ---- | ----------- | ------ | ------ | ------ | ----- | ----- | ----- | ------ | ---- | ------ |
| 1    | Deutschland | 3      | 3      | 0      | 6     | 0     | +6    | 110:69 | +41  | 6      |
| 2    | Niederlande | 3      | 2      | 1      | 4     | 2     | +2    | 104:85 | +19  | 4      |
| 3    | Portugal    | 3      | 1      | 2      | 2     | 4     | -2    | 79:69  | +10  | 2      |
| 4    | Rumänien    | 3      | 0      | 3      | 0     | 6     | -6    | 58:128 | -70  | 0      |

| 13. Juli, 10:00 Uhr | Deutschland | – | Rumänien    | 2:0 (18:8, 22:13)  |
| 13. Juli, 10:00 Uhr | Niederlande | – | Portugal    | 2:0 (13:12, 12:10) |
| 13. Juli, 14:00 Uhr | Deutschland | – | Portugal    | 2:0 (16:10, 14:9)  |
| 13. Juli, 14:00 Uhr | Rumänien    | – | Niederlande | 0:2 (16:29, 7:20)  |
| 14. Juli, 14:00 Uhr | Portugal    | – | Rumänien    | 2:0 (17:6, 22:8)   |
| 14. Juli, 14:00 Uhr | Niederlande | – | Deutschland | 0:2 (15:16, 15:24) |

### Gruppe D
| Rang | Team         | Spiele | Spiele | Spiele | Sätze | Sätze | Sätze | Tore    | Tore | Punkte |
| Rang | Team         | Sp     | S      | N      | G     | V     | +-    | T       | +-   | Punkte |
| ---- | ------------ | ------ | ------ | ------ | ----- | ----- | ----- | ------- | ---- | ------ |
| 1    | Griechenland | 3      | 2      | 1      | 5     | 3     | +2    | 116:110 | +6   | 4      |
| 2    | Frankreich   | 3      | 2      | 1      | 5     | 3     | +2    | 117:118 | -1   | 4      |
| 3    | Polen        | 3      | 2      | 1      | 4     | 3     | +1    | 111:98  | +13  | 4      |
| 4    | Russland     | 3      | 0      | 3      | 1     | 6     | -5    | 98:116  | -18  | 0      |

| 13. Juli, 10:00 Uhr | Russland     | – | Griechenland | 0:2 (9:16, 14:16)       |
| 13. Juli, 10:00 Uhr | Polen        | – | Frankreich   | 1:2 (13:17, 20:13, 4:7) |
| 13. Juli, 14:00 Uhr | Polen        | – | Griechenland | 2:0 (17:16, 21:20)      |
| 13. Juli, 14:00 Uhr | Frankreich   | – | Russland     | 2:0 (25:24, 18:14)      |
| 14. Juli, 14:00 Uhr | Griechenland | – | Frankreich   | 2:1 (17:16, 18:19, 8:2) |
| 14. Juli, 14:00 Uhr | Russland     | – | Polen        | 1:2 (15:14, 18:22, 4:5) |

## Hauptrunde
Die Ergebnisse von Mannschaften, die schon in der Vorrunde gegeneinander gespielt haben, wurden in die Hauptrunde übernommen.

### Gruppe I
| Rang | Team     | Spiele | Spiele | Spiele | Sätze | Sätze | Sätze | Tore    | Tore | Punkte |
| Rang | Team     | Sp     | S      | N      | G     | V     | +-    | T       | +-   | Punkte |
| ---- | -------- | ------ | ------ | ------ | ----- | ----- | ----- | ------- | ---- | ------ |
| 1    | Dänemark | 5      | 5      | 0      | 10    | 3     | +7    | 217:194 | +23  | 10     |
| 2    | Spanien  | 5      | 3      | 2      | 8     | 5     | +3    | 225:177 | +48  | 6      |
| 3    | Norwegen | 5      | 3      | 2      | 7     | 4     | +3    | 213:185 | +28  | 6      |
| 4    | Ungarn   | 5      | 2      | 3      | 6     | 7     | -1    | 210:209 | +1   | 4      |
| 5    | Türkei   | 5      | 1      | 4      | 2     | 9     | -7    | 147:217 | -70  | 2      |
| 6    | Kroatien | 5      | 1      | 4      | 4     | 9     | -5    | 199:229 | -30  | 2      |

| 15. Juli, 12:00 Uhr | Norwegen | – | Türkei   | 2:0 (13:12, 26:12)        |
| 15. Juli, 12:00 Uhr | Dänemark | – | Kroatien | 2:1 (24:15, 24:25, 9:8)   |
| 15. Juli, 12:00 Uhr | Spanien  | – | Ungarn   | 1:2 (20:21, 22:16, 6:7)   |
| 16. Juli, 11:00 Uhr | Ungarn   | – | Dänemark | 1:2 (12:14, 23:18, 6:10)  |
| 16. Juli, 11:00 Uhr | Norwegen | – | Spanien  | 1:2 (23:14, 14:24, 10:12) |
| 16. Juli, 11:00 Uhr | Kroatien | – | Türkei   | 1:2 (18:22, 24:16, 4:7)   |
| 16. Juli, 16:00 Uhr | Dänemark | – | Norwegen | 2:0 (25:18, 19:18)        |
| 16. Juli, 16:00 Uhr | Türkei   | – | Ungarn   | 0:2 (15:21, 18:26)        |
| 16. Juli, 16:00 Uhr | Spanien  | – | Kroatien | 2:0 (18:16, 19:15)        |

### Gruppe II
| Rang | Team         | Spiele | Spiele | Spiele | Sätze | Sätze | Sätze | Tore    | Tore | Punkte |
| Rang | Team         | Sp     | S      | N      | G     | V     | +-    | T       | +-   | Punkte |
| ---- | ------------ | ------ | ------ | ------ | ----- | ----- | ----- | ------- | ---- | ------ |
| 1    | Deutschland  | 5      | 5      | 0      | 10    | 0     | +10   | 174:124 | +50  | 10     |
| 2    | Niederlande  | 5      | 3      | 2      | 7     | 5     | +2    | 186:182 | +4   | 6      |
| 3    | Portugal     | 5      | 3      | 2      | 6     | 5     | +1    | 165:143 | +22  | 6      |
| 4    | Polen        | 5      | 2      | 3      | 6     | 7     | -1    | 173:178 | -5   | 4      |
| 5    | Griechenland | 5      | 1      | 4      | 3     | 9     | -6    | 179:205 | -26  | 2      |
| 6    | Frankreich   | 5      | 1      | 4      | 3     | 9     | -6    | 160:205 | -45  | 2      |

| 15. Juli, 13:00 Uhr | Polen        | – | Portugal     | 1:2 (16:20, 16:14, 6:7) |
| 15. Juli, 13:00 Uhr | Deutschland  | – | Frankreich   | 2:0 (22:9, 22:17)       |
| 15. Juli, 13:00 Uhr | Niederlande  | – | Griechenland | 2:1 (20:22, 19:18, 7:6) |
| 16. Juli, 10:00 Uhr | Polen        | – | Niederlande  | 2:1 (18:16, 16:20, 7:6) |
| 16. Juli, 10:00 Uhr | Frankreich   | – | Portugal     | 0:2 (18:24, 9:14)       |
| 16. Juli, 10:00 Uhr | Griechenland | – | Deutschland  | 0:2 (11:16, 20:22)      |
| 16. Juli, 15:00 Uhr | Deutschland  | – | Polen        | 2:0 (11:10, 11:9)       |
| 16. Juli, 15:00 Uhr | Portugal     | – | Griechenland | 2:0 (28:9, 18:14)       |
| 16. Juli, 15:00 Uhr | Niederlande  | – | Frankreich   | 2:0 (23:19, 20:14)      |

## Trostrunde
Die Ergebnisse von Mannschaften, die schon in der Vorrunde gegeneinander gespielt haben, wurden in die Hauptrunde übernommen.

### Gruppe III
| Rang | Verein    | Spiele | Spiele | Spiele | Sätze | Sätze | Sätze | Tore    | Tore | Punkte |
| Rang | Verein    | Sp     | S      | N      | G     | V     | +-    | T       | +-   | Punkte |
| ---- | --------- | ------ | ------ | ------ | ----- | ----- | ----- | ------- | ---- | ------ |
| 1    | Ukraine   | 4      | 4      | 0      | 8     | 1     | +7    | 190:135 | +55  | 8      |
| 2    | Italien   | 4      | 3      | 1      | 7     | 3     | +4    | 195:179 | +16  | 6      |
| 3    | Russland  | 4      | 2      | 2      | 5     | 6     | -1    | 172:172 | 0    | 4      |
| 4    | Bulgarien | 4      | 1      | 3      | 3     | 7     | -4    | 154:194 | -40  | 2      |
| 5    | Rumänien  | 4      | 0      | 4      | 2     | 8     | -6    | 148:179 | -31  | 0      |

| 15. Juli, 9:00 Uhr  | Rumänien  | – | Russland  | 1:2 (17:16, 12:18, 10:11) |
| 15. Juli, 9:00 Uhr  | Bulgarien | – | Italien   | 0:2 (22:26, 20:28)        |
| 15. Juli, 15:00 Uhr | Russland  | – | Ukraine   | 0:2 (16:20, 14:22)        |
| 15. Juli, 15:00 Uhr | Italien   | – | Rumänien  | 2:0 (24:22, 26:16)        |
| 16. Juli, 9:00 Uhr  | Rumänien  | – | Bulgarien | 1:2 (18:19, 16:15, 4:6)   |
| 16. Juli, 9:00 Uhr  | Ukraine   | – | Italien   | 2:1 (12:18, 24:19, 10:4)  |
| 16. Juli, 16:00 Uhr | Italien   | – | Russland  | 2:1 (24:20, 18:28, 8:5)   |
| 17. Juli, 9:00 Uhr  | Ukraine   | – | Rumänien  | 2:0 (22:20, 22:13)        |
| 17. Juli, 9:00 Uhr  | Russland  | – | Bulgarien | 2:1 (25:17, 14:22, 5:2)   |

## Finalrunde
|  | Viertelfinale | Viertelfinale | Viertelfinale |  |  | Halbfinale | Halbfinale  | Halbfinale |  |  | Finale           | Finale           | Finale           |
|  |               |               |               |  |  |            |             |            |  |  |                  |                  |                  |
|  | A 1           | Dänemark      | 2             |  |  |            |             |            |  |  |                  |                  |                  |
|  | B 4           | Polen         | 0             |  |  |            |             |            |  |  |                  |                  |                  |
|  |               |               |               |  |  |            | Dänemark    | 2          |  |  |                  |                  |                  |
|  |               |               |               |  |  |            | Norwegen    | 0          |  |  |                  |                  |                  |
|  | B 2           | Niederlande   | 1             |  |  |            |             |            |  |  |                  |                  |                  |
|  | A 3           | Norwegen      | 2             |  |  |            |             |            |  |  |                  |                  |                  |
|  |               |               |               |  |  |            |             |            |  |  |                  | Dänemark         | 0                |
|  |               |               |               |  |  |            |             |            |  |  |                  | Deutschland      | 2                |
|  | B 1           | Deutschland   | 2             |  |  |            |             |            |  |  |                  |                  |                  |
|  | A 4           | Ungarn        | 1             |  |  |            |             |            |  |  |                  |                  |                  |
|  |               |               |               |  |  |            | Deutschland | 2          |  |  |                  |                  |                  |
|  |               |               |               |  |  |            | Spanien     | 1          |  |  | Spiel um Platz 3 | Spiel um Platz 3 | Spiel um Platz 3 |
|  | A 2           | Spanien       | 2             |  |  |            |             |            |  |  |                  | Norwegen         | 0                |
|  | B 3           | Portugal      | 1             |  |  |            |             |            |  |  |                  | Spanien          | 2                |

### Viertelfinals
| 17. Juli, 11:00 Uhr | Dänemark    | – | Polen    | 2:0 (23:18, 24:21)      |
| 17. Juli, 11:00 Uhr | Niederlande | – | Norwegen | 1:2 (25:28, 25:24, 4:8) |
| 17. Juli, 11:00 Uhr | Spanien     | – | Portugal | 2:1 (23:16, 24:16)      |
| 17. Juli, 11:00 Uhr | Deutschland | – | Ungarn   | 2:1 (22:12, 20:21, 7:6) |

### Halbfinals
| 17. Juli, 17:00 Uhr | Deutschland | – | Spanien  | 2:1 (22:18, 11:27, 5:2) |
| 17. Juli, 17:00 Uhr | Dänemark    | – | Norwegen | 2:0 (23:18, 22:18)      |

Spiel um Platz 3
| 18. Juli, 14:00 Uhr | Norwegen | – | Spanien | 0:2 (18:21, 22:23) |

### Finale
| 18. Juli, 16:00 Uhr | Dänemark | – | Deutschland | 0:2 (21:24, 20:25) |

## Abschlussplatzierungen
| Rang   | Team         | Spielerinnen |
| ------ | ------------ | --- |
| Gold   | Deutschland  | Amelie Bayerl, Katharina Filter, Magdalena Frey, Belen Gettwart, Sarah Irmler, Isabel Kattner, Lena Klingler, Lucie-Marie Kretzschmar, Amelie Möllmann, Michelle Schäfer, Liv Süchting, Kirsten Walter |
| Silber | Dänemark     | Mathilde Bisgaard Johansen, Line Gyldenløve Kristensen, Cecillie Kjær Lindgaard, Frida Nygaard Ulrichsen, Line Berggren Larsen, Sandra Therkildsen Hansen, Melanie Fuglsbjerg, Ann Cecilie Frühstück Møller, Rikke Thyrsted Enevoldsen, Mirja Lyngsø Jensen, Emma Kjærgaard Mogensen, Freja Hammer Fagerberg  |
| Bronze | Spanien      | Mónica Cámara Heras, María Asunción Batista Portero, Patricia Conejero Galan, Alba Díaz González, Jimena Laguna Contreras, Sara Hernandez Torrico, Judith Gómez Gutiérrez, Virginia Fernandez Robles, Silvia Lladró Fernández, Luisa Maria Garcia Toro, Patricia Encinas Guardado, Violeta Gonzalez Poudereux |
| 04.    | Norwegen     | Marielle Martinsen, Martine Welfler, Ine Erlandsen Grimsrud, Katinka Haltvik, Elisabeth Hammerstad, Kathrine Sæthre, Susanne Pettersen, Julie Aspelund Berg, Marte Sirén Figenschau, Tonje Haug Lerstad |
| 05.    | Portugal     | |
| 06.    | Niederlande  | |
| 07.    | Ungarn       | |
| 08.    | Polen        | |
| 09.    | Griechenland | |
| 10.    | Türkei       | |
| 11.    | Kroatien     | |
| 12.    | Frankreich   | |
| 13.    | Italien      | |
| 14.    | Ukraine      | |
| 15.    | Russland     | |
| 16.    | Bulgarien    | |
| 17.    | Rumänien     | |

## Beste Torwerferinnen
| Platz | Spielerin                  | Tore |
| ----- | -------------------------- | ---- |
| 1     | Line Gyldenløve Kristensen | 143  |
| 1     | Marielle Martinsen         | 143  |
| 3     | María Batista Portero      | 135  |
| 4     | Giovanna Lucarini          | 109  |
| 5     | Alicja Ślęzak              | 104  |

## Auszeichnungen
Zur besten Torhüterin wurde Katharina Filter gewählt, beste Verteidigerin wurde Isabel Kattner. Als Most Valuable Player wurde Line Gyldenløve Kristensen ausgezeichnet. Die Fair-Play-Wertung gewann das französische Team.

## Besonderheiten
Das norwegische Team wurde von der Disziplinarkommission zur Zahlung einer Geldstrafe in Höhe von 1500 Euro (150 Euro je Spielerin) verurteilt, weil die Spielerinnen im Spiel gegen Spanien um die Bronzemedaille zu lange, nicht den Regularien entsprechende, Shorts trugen.